# Zapomniałaś
Zapomniałaś – debiutancki, solowy album Bartka Wrony, wydany w 2001 roku przez wytwórnię Universal Music Group.

## Lista utworów
1. Zapomniałaś
2. Wciąż jesteś tu
3. Zostałeś sam
4. Gdy porywa ją rytm
5. Zatrzymaj się na chwilę
6. Odpowiedzi brak
7. Mało
8. Odpuść sobie
9. Nie wiem gdzie
10. Nieporozumienie dusz
11. Mój karnawał
12. Gdy porywa ją rytm (wersja rozszerzona)
13. Mało (wersja instrumentalna)
14. Zapomniałaś (wersja akustyczna)